# 亡命政府
亡命政府（ぼうめいせいふ、英語: government in exile）とは、クーデターや他国による占領などでその国の政治から排除された元首または国民などが、外国に脱出してその地で組織する政府組織である。通常は転覆された政権のメンバーが中心となって亡命先で結成し自らの正統性を主張しているものを呼ぶ。いくつかの国家の支持・支援を受けている場合もある。
なお亡命政府を自称し継承を主張するが実態が伴わない（かつての政権のメンバーが参加していないなど）団体も多数存在する。

## 現在の亡命政府

### アジア
- ガンデンポタン（チベット亡命政府） - 1642年以来、首都ラサを拠点としてチベットのウー、ツァン、ガリー等を統治したが、清の併合を受けてその従属下にあった。1912年の辛亥革命の混乱期に独立するが、中華民国は独立を認めず、同国の西蔵地方としていた。チベットは国際社会からは独立国と認められず、日本を含む外国製の世界地図では中華民国領の扱いを受けていた。独立を承認したのはモンゴルのボグド・ハーン政権のみであり、これも国際社会からの独立を認められない「事実上独立した地域」の扱いだった。ボグド・ハーン政権は後にソビエト連邦によってモンゴル人民共和国となり、戦前はソビエト連邦及び関係国を除き独立を承認されず、戦後に中華人民共和国が同じ東側諸国（当時。後に第三世界に移行）として国家承認を行っている。事実上の独立状態にあったチベット地域は1951年に中華人民共和国に編入され、1959年のチベット動乱の際に元首ダライ・ラマ、主要な閣僚、職員らがインドへ脱出、亡命政府として再編される。本拠地はインドのダラムサラ。なお、ほとんどの国はチベットを中華人民共和国の領土としている。
- 東トルキスタン共和国亡命政府 - 18世紀に清の支配下に入った。なお、当該地域は漢や隋、唐等の中華王朝の支配下に何度か入っていた。後に独立宣言が行われた東トルキスタン共和国はソ連のスターリンの支援を受けて成立した傀儡政権であり、その為国際社会からは独立を承任されなかった。2004年、独立運動組織により結成。本拠地はアメリカ合衆国。なお名前こそ亡命政府だがかつて存在した東トルキスタン共和国の幹部は参加していない。
- アフガニスタン・イスラム共和国  - ターリバーンによる政権奪取後も2021年9月21日に始まった国際連合の総会には、共和国のガニ政権が任命したグラム・イサクザイ国連大使が代表として職務を続けている[1]。
- 自由朝鮮  - 2019年3月に樹立宣言。かねてより脱北支援を行なっているとされる団体。正体は不明で金漢率を保護・擁立していると主張している。
- ベトナム第三共和国（en:Third Republic of Vietnam）臨時政府 - 本拠地は米国カリフォルニア州のリトル・サイゴン。
- ラオス王室亡命政府（en:Royal Lao Government in Exile）
- 南マルク共和国（en:Republic of South Maluku） - インドネシアから南モルッカ諸島の分離独立を主張。本拠地はオランダ。
- 西パプア共和国（en:Republic of West Papua） - インドネシアから西ニューギニア島であるパプア州の分離独立を主張。本拠地はオランダ。
- アブハジア自治共和国 - 1993年、ジョージアからの独立を求めるアブハジアの独立運動により、ジョージア国内に亡命した自治政府。2008年まではコドリ渓谷を実効支配していた（アブハジア紛争を参照）。
- チェチェン・イチケリア共和国 - ロシア連邦チェチェン共和国からの独立を求める政府。ジョージアのみが承認していたが、2022年のウクライナ侵攻による影響で、2022年10月18日にヴェルホーヴナ・ラーダ(ウクライナ最高議会)による採択に伴いウクライナもついで承認した。
- イラン帝国亡命政府（en） - 1979年のイラン革命によって亡命したパフラヴィー朝の復活を求める政府。本拠地はアメリカ合衆国のポトマック。なお、ガージャール朝の亡命政府も存在する。
- 西クルディスタン共和国（en:Kurds in Syria） - シリア西部の独立を主張するクルド人の政府
- シャン州連合暫定政府 - ミャンマー（ビルマ）からの独立を主張するシャン族の政府
- イエメン王国亡命政府 - イエメンの「ラシード朝」の王族とイエメンの王制派が亡命先のサウジアラビアに樹立した亡命政府。

### アフリカ
- サハラ・アラブ民主共和国（西サハラ） - 1976年、独立運動組織により結成。本拠地はアルジェリア。3割程度実効支配地域あり。
- ビアフラ国臨時政府 - ナイジェリア南東部のビアフラの分離独立を主張。ビアフラ戦争も参照。
- 南カメルーン連邦共和国 - カメルーンの南西州と北西州の独立を主張する政府。
- 赤道ギニア亡命政府 - 2003年、野党赤道ギニア進歩党により結成。本拠地はスペイン。
- エチオピア帝冠評議会（Crown Council of Ethiopia） - エチオピア帝国の正統性を主張する政府。なお現在は政治団体としての活動は休止状態。
- カビンダ共和国（en:Republic of Cabinda） - アンゴラからの分離独立を主張する政府

### ヨーロッパ
- ベラルーシ人民共和国亡命政府 （en） - 1919年に成立したが、1920年に赤軍の侵攻に敗れてソ連に併合されたベラルーシ人民共和国の亡命政府。現在ではルカシェンコ大統領の政策に反対する活動を行っている。
- クライナ・セルビア人共和国亡命政府（en） - クロアチア紛争時にクロアチア国内でセルビア人武装勢力が成立させたクライナ・セルビア人共和国の亡命政府。一時消滅したが2005年に再興されている。
- カタルーニャ共和国委員会 - 2017年カタルーニャ独立住民投票の結果を踏まえ、スペインからの独立宣言を行ったが、スペイン政府により独立宣言の無効が宣言された。首班であるカルラス・プッチダモン元カタルーニャ自治州政府首相は、同年10月30日にベルギーへ出国し、事実上の亡命政府となっている。2017年12月21日に投開票が行われたカタルーニャ自治州議会選挙（英語版）にベルギー国内から関与するなど、カタルーニャ自治州の独立に向けた政治活動を行っている。伝統的な自治州政府「ジャナラリター・デ・カタルーニャ」とは別の組織であるとされる。2018年3月2日の声明文で自らを「共和国委員会」と名乗った。
- クリミア自治共和国 - 元はソ連崩壊後ウクライナ支配下でクリミア半島を統治していた政体。クリミア独立宣言とそれに伴うロシアによるクリミアの併合により実効支配がクリミア共和国に移ってからはウクライナ本土でロシアによる併合の無効を訴え活動している。
- アルツァフ共和国 - 旧ナゴルノ・カラバフ自治州の大部分と、アルメニアに面するアゼルバイジャン領の一部を実効支配しており、事実上の独立国家として機能していた。2023年9月にアゼルバイジャンの攻撃を受け降伏し、解散宣言（後に撤回）を行った。国土を消失し、同年10月に政府機能がアルメニアのエレバンへ移転した。現在は事実上の亡命政府として活動をしている[2]。アルファツ共和国に「国家の承認」を行なっていたのはロシア連邦の支援を受けた分離主義勢力のみであった（ジョージア北部のアブハジア共和国と南オセチア共和国、モルドバ東部の沿ドニエストル共和国）。
- ウクライナ救国委員会

## 過去の亡命政府
- ネーデルラント連邦共和国（en） - 1795年、フランス革命軍の侵攻により本土を占領される。1814年まで政府は存続し、ナポレオン体制の崩壊後ネーデルラント連合王国へ発展解消。
- ポルトガル・ブラジル及びアルガルヴェ連合王国：ポルトガル王国（ブラガンサ王朝）政府は1808年のナポレオン戦争によって政府をリスボンからブラジルのリオ・デ・ジャネイロに遷した。これはリスボンからリオ・デ・ジャネイロへの遷都であるとされたが、実質的には亡命政権の樹立であった。1815年にはブラジルとの同君連合、「ポルトガル・ブラジル及びアルガルヴェ連合王国」を樹立した。1822年に国王ジョアン6世がリスボンに帰還、1825年のブラジル帝国独立に伴い同君連合解消。
- 自由ベトナム臨時政府 - 1995年、旧ベトナム共和国関係者により結成。本拠地はアメリカ合衆国。(グエン・カーン死亡以降活動実態無し)

### 日本併合地域
- 大韓民国臨時政府 - 1919年、独立運動組織により結成。1948年に建国された現在の大韓民国政府は、大韓民国臨時政府の正統性を主張しており、憲法の前文で「大韓民国は三・一運動により建てられた大韓民国臨時政府の法統を受け継ぐ」と規定している。ただし臨時政府を承認した国家はなく、国際的に正式な亡命政府とは認められなかった。このため大韓民国政府は国際的には大韓民国臨時政府の承継国とは見なされていない。

### ロシア内戦後の亡命政府
- ウクライナ人民共和国亡命政府
- グルジア民主共和国亡命政府（en）

### スペイン内戦後の亡命政府
- スペイン共和国亡命政府 - スペイン内戦で敗退した共和国政府がメキシコに亡命。1975年のフランシスコ・フランコ総統の死去による民主化の流れで、1977年に祖国で行われた自由選挙を承認し消滅。
- ジャナラリター・デ・カタルーニャ - スペイン内戦での共和国敗退によりカタルーニャ州の伝統的な自治機構がフランスに亡命。1977年に復帰。

### 第二次世界大戦
東欧
- チェコスロバキア亡命政府 - 第二次世界大戦勃発後の1940年、ロンドンに亡命していた元チェコスロバキア大統領エドヴァルド・ベネシュを大統領として結成。戦闘にも参加し、第二次世界大戦後に復帰した。
- ポーランド亡命政府 - イギリスに亡命した旧政権首脳部で戦争にも参加したが、戦後ソ連の手によって共産化されたために復帰できず、1990年まで存続した。同年、祖国における レフ・ヴァウェンサ（レフ・ワレサ）政権の成立とともに帰国、「正統性」を同政権に譲渡して消滅。
- エストニア亡命政府 - ソビエト連邦のバルト諸国占領により亡命。エストニアが独立した1991年に帰国し解消。
- リトアニア解放最高委員会 - ソビエト連邦のバルト諸国占領により亡命。1990年にリトアニアの独立を宣言し解消。
- ブルガリア亡命政府 - 1944年にブルガリア王国が枢軸国を離脱したため、ドイツが成立させた政府。1945年に解消。

南欧
- ユーゴスラビア王国亡命政府 - 枢軸国によるユーゴスラビア侵攻により成立。大戦中は連合国側としてヨシップ・ブロズ・チトー率いるユーゴスラビア民主連邦が国王の帰国を拒否したために亡命を継続。2001年にユーゴスラビア王国及びセルビア王国の王位継承権を主張しているアレクサンダル2世カラジョルジェヴィチら旧王室一家はベオグラードに帰還した。

西欧
- オランダ王国亡命政府 - 戦後復帰
- 自由フランス - 1940年、ヴィシー政権を認めない亡命軍人シャルル・ド・ゴールにより結成。戦争の推移によりフランス海外領土を徐々に傘下に置き、政府に準じた立場を主張。ただし連合国からも亡命政府とは認められておらず、交戦団体に過ぎなかった。1944年4月にはフランス共和国臨時政府が設立され、8月には帰国してフランス第4共和国の母体となる。
- ベルギー亡命政府 (第二次世界大戦) - 戦後復帰。
- ルクセンブルク亡命政府 - 戦後復帰
- フランス政府委員会（fr）- 1944年、ナチス・ドイツの保護下において、ジグマリンゲンで設立されたヴィシー政権の閣僚が入閣した亡命政府。1945年4月に崩壊。

北欧
- ノルウェー王国亡命政府 - 戦後復帰

アジア
- 自由インド仮政府 - 1943年、反英独立運動組織により日本支配地域に結成。一時期実効支配をした地域あり。1945年に解体。
- フィリピン・コモンウェルス亡命政府 - 1943年の独立を目指して設立されたが、日本軍の侵攻（フィリピンの戦い (1941-1942年)）によりアメリカに亡命。第二次世界大戦後に帰国し独立

### 戦後
- 台湾共和国臨時政府 - 1955年、独立運動組織により結成。1977年に瓦解。
- 国外アンゴラ革命政府（Revolutionary Government of Angola in Exile）-1962年にアンゴラ民族解放戦線の指導者ホールデン・ロベルトによって結成された政府。ポルトガルからの独立運動とその後のアンゴラ内戦を戦ったが、1992年にアンゴラ人民共和国との和平が成立し解消。
- クウェート亡命政府 - 1990年、イラク軍の侵攻にともない旧政府関係者が結成。1991年の湾岸戦争後、短期間で現状に復帰。
- ビルマ連邦国民連合政府 - 1990年、軍事政権である国家法秩序回復評議会（後の国家平和発展評議会、SPDC）に対抗する民主活動家によりアメリカで結成。2011年のSPDC解散とそれ以降の民主化にともない2012年に解散した。
- ソマリア - 1992年のバーレ政権崩壊を経て、2000年に正統暫定政府がジブチ共和国の首都ジブチ市に樹立（2003年に崩壊）。2005年、周辺7カ国で構成される政府間開発機構の仲介によりこの暫定政府を発展継承する形で新たな暫定連邦政府がケニアのナイロビで発足し、バイドアを拠点とした国内統治回復運動を開始。2012年8月の新連邦議会発足と9月のハッサン・シェイク・モハムド大統領選出により正統政府となる。
- 民主カンプチア連合政府

## 亡命政府に准ずる政権（現在および近年）
1. 外国に脱出したわけではないが、国内の辺境地域などで自らの正統性を標榜し、新政権への抵抗を続ける政権。
- 中華民国 - 第二次世界大戦後、南京の国民政府（蔣介石政権）が中国大陸と台湾を統治。しかし、国共内戦で中国共産党が勝利した結果、1949年以降は中華人民共和国が北京を首都として中国大陸を統治し、蔣介石政権は首都機能を台北へ移して台湾地区のみを統治する政府と変質した。ただし、中華民国の立場からすれば、中央政府の台北移転はあくまでも内戦の悪化にともなう非常措置であり、今日でも中華民国政府は正式な首都の移転（遷都）、及び中国大陸の領土放棄を宣言していない。そのため、中華民国政府は今なお「中国全土を代表する政府」であり、「台湾地区だけを治める政府」ではないと主張している。
- 北部同盟 (アフガニスタン) - 1992年以降、カーブルを首都とするアフガニスタン・イスラム国としてアフガニスタンを統治。しかし、1990年代半ばまでの内戦でターリバーンが勝利した結果、1996年以降はターリバーン政権がアフガニスタンの大部分を支配し、反ターリバーン勢力は北部同盟を結成してアフガニスタン北部を支配する「従来からのアフガン政府」となった。2001年のアメリカによるターリバーン攻撃でターリバーン政権が崩壊した後、北部同盟の各勢力は国際連合主導の新政府樹立プロセスに参加し、2021年8月に崩壊したアフガニスタン・イスラム共和国に合流した（アフガニスタンは復活したターリバーン政権に掌握されている）。
- ガザ政府 - パレスチナ自治政府内部における大統領派と議会派及びその内閣との対立により2007年にアッバス大統領に解任されたハニーヤ首相とその内閣がガザ地区に移転し設立。パレスチナの正統な政府を主張しヨルダン川西岸地区の大統領派率いる自治政府と対立状態になった。その後2014年に暫定統一政府が発足したが維持することができず事実上崩壊、現在も二つの政権がある状態に成っている。
- イエメン - 2015年のフーシ派のクーデター以降、首都サナアを含めた国内の主要都市の大部分がフーシ派政権と分離独立派の南部暫定評議会政権の統治下にあり、首都から脱出したイエメン政府閣僚とその政府（国際的に承認されたイエメン政府）の統治下にあるのは辺境の一部地域のみの状態が続いている。
- リビア国民代議院(トブルク政府・アル・サーニ内閣) - 第二次リビア内戦によりトブルクに避難し、首都トリポリに樹立された国民合意政府(トリポリ政府)と正統性を争った。

2. もともとの「国家」が、国際法上では認められていない場合
- 西ドイツ・シーランド亡命政権 - 1978年にシーランド公国の首相に任命されたドイツ人投資家のアッヘンバッハは国家元首のロイ・ベーツ公の息子・マイケル皇太子を人質に取ってクーデターを起こしロイ・ベーツ公を一度公国から追放したが、ロイ・ベーツ公は公国を急襲し反乱を鎮圧。この後、アッヘンバッハはシーランド公国の「枢密院議長」を名乗り、西ドイツで亡命政府を樹立させた。ただし、シーランド公国自身、国際法上の国家成立要件を満たしているかは疑わしい。
- 自由都市ダンツィヒ亡命政府（英語版）

3. その他
- マルタ騎士団 - 1798年に領土であるマルタ島を失ったが、現在も「主権実体」として世界90カ国以上と外交関係を結び、ローマに在る本部はイタリア政府から治外法権を認められている。現在マルタ島を実効支配しているマルタ共和国とは敵対関係にはなく、外交関係が結ばれている。
- 以北五道委員会 - 大韓民国では憲法上朝鮮半島全土を国土としており、朝鮮民主主義人民共和国（北朝鮮）を国家承認せず自国の一部と見なしている。そのため韓国が実効支配していない黄海道・平安南道・平安北道・咸鏡南道・咸鏡北道（＝軍事境界線以北5道）の「道庁」がソウル市内に存在している。

## 近代国家成立以前
現代的には亡命政府とは言えないものもあるが、近代国家成立以前と現代とでは国家の概念が異なることを考慮して、類似した概念の事例を以下に示す。

### 中国
- 東晋
- 後梁 (南朝)
- 北漢
- 北遼
- 南宋
- 西遼
- 北元
- 南明
- 鄭氏政権 (台湾)

### 日本
- 吉野朝廷（南朝）
- 古河公方
- 近江幕府-足利義晴が三好元長、足利義維の攻撃を受け、細川高国を伴い近江に亡命。後に帰京。
- 鞆幕府 - 足利義昭が室町幕府滅亡後も将軍号を保持し続け、毛利氏などを頼って復帰運動を行った
- 奥羽越列藩同盟
- 蝦夷共和国

### ヨーロッパ
- エルサレム陥落後のエルサレム王国
- 第4回十字軍によるコンスタンティノポリス陥落に伴う東ローマ帝国の亡命政権
  - ニカイア帝国
  - トレビゾンド帝国
  - エピロス専制侯国

### イスラム世界
- 後ウマイヤ朝